# Antoinette de Daillon
Antoinette de Daillon (vers 1500 - 19 avril 1538 ), comtesse douairière de Laval, épouse de Guy XVI de Laval. 

## Famille
Elle épouse le 24 août 1526 Guy XVI de Laval dont[Quoi ?] :
- François, mort en bas âge le 28 septembre 1530[1],
- Louise, morte en bas âge,
- Charlotte, née vers 1530 et morte le 3 mars 1568 à Orléans, héritière de Tinténiac, mariée le 16 juin 1547 dans la chapelle du château de Montmuran à Gaspard II de Coligny.

## Biographie
Elle est la fille aînée de Jacques de Daillon, seigneur du Lude et de Jeanne d'Illiers. 
Après son mariage avec Guy XVI de Laval, elle lui apporte les terres de l'Isle-Brûlon  et de la Cropte et en outre une somme de vingt mille livres. Le 21 septembre 1526, Antoinette fit à Laval l'entrée à laquelle elle avait droit.
Antoinette est douairière du comté de Laval et de la baronnie de Vitré, en 1531, à la mort de son époux, Guy XVI de Laval. Le douaire d'Antoinette est réglé par un acte qui a figuré aux archives de Joursanvault. Antoinette décède en 1538.

## Représentation
Le Musée de Laval possède une paix en ivoire qui porte deux blasons : celui de Guy XVI à droite, celui d'Antoinette, parti de Laval et de Daillon, à gauche.
On peut aussi trouver le blason d'Antoinette de Daillon au château de Vitré. On y remarque trois blasons  : ce sont sur le pan coupé du contre le blason de Guy XVI : Laval-Montfort ; puis sur le pan coupé de droite, le blason d'Anne de Montmorency : parti de Montfort-Laval et de Montmorency ; enfin sur celui de gauche le blason d'Antoinette de Daillon; parti de Laval-Montfort et de Daillon.